# くまなの
くまなのは、日本のライトノベル作家。代表作『くまクマ熊ベアー』は、2014年10月13日より小説投稿サイト「小説家になろう」で連載されており、2015年にはPASH!ブックス（主婦と生活社）より書籍化された。

## 人物
自身のペンネームに関し、小さい頃から「クマ」というペンネームを、本名には関係はないもののよく用いていたと語っている。
普段は散歩をしながらストーリーを考えるようにしている。作品に於ける日常回は、読者としても楽しみやすいアクセントとなるという考えの元、積極的に入れるようにしている。
普段からライトノベルを始めとした小説を多数読んでおり、本屋で買った本の中で「小説家になろう」を知ったと話している。

## 作品
- くまクマ熊ベアー